# Lucetta Scaraffia
Lucetta Scaraffia, pseudonimo di Lucia Scaraffia (Torino, 23 giugno 1948), è una storica e giornalista italiana.
Ha insegnato Storia contemporanea presso l'Università La Sapienza di Roma. Ha collaborato con diversi quotidiani, tra cui Avvenire, Il Foglio, Corriere della Sera, ed è editorialista de La Stampa e del Quotidiano Nazionale.
Nel 2017 ha ricevuto le insegne di ufficiale della Legion d’onore assegnatale dal presidente della Repubblica francese per la sua attività di storica e di giornalista.

## Biografia

### Vita personale
Di madre cattolica e padre massone, all'età di due anni decise di cambiarsi il nome in Lucetta, che fu accettato in famiglia e le rimase. Giuseppe Scaraffia è suo fratello.
Fino all'adolescenza ricevette una rigorosa educazione cattolica e frequentò il Liceo Parini di Milano. Negli anni Settanta si allontanò dalla fede e militò nel movimento femminista. Nel 1971 contrasse un primo matrimonio, poi dichiarato nullo. Nel 1982 ha avuto una figlia dallo storico Gabriele Ranzato. Poco dopo ha incontrato e successivamente sposato lo storico e giornalista Ernesto Galli della Loggia.
Verso la fine degli anni Ottanta ha conosciuto una vera e propria riconversione al cattolicesimo durante una celebrazione presso la Basilica di Santa Maria in Trastevere per il ritorno di un'antica icona restaurata della Madonna.
È stata vicepresidente dell'Associazione Scienza e Vita.
Nel 2008 si è candidata a Roma con una lista civica pro Rutelli, senza essere eletta.
È membro del Comitato Nazionale di Bioetica dal 2007.

### Attività accademica
Nel 1973 è stata borsista della Fondazione Luigi Einaudi di Torino.
Da prima della conversione si è interessata della vita delle sante Rita da Cascia e Teresa d'Avila, in prospettiva di storia sociale.
Si è occupata di storia delle donne e di storia religiosa, con particolare attenzione alla religiosità femminile (La santa degli impossibili. Vicende e significati della devozione a Santa Rita, Torino, 1990; Donne e fede, con Gabriella Zarri, Roma-Bari, 1994; trad. inglese Women and Faith, Cambridge University Press, 1999; Il Concilio in convento, Brescia, 1996) e di rapporti fra la società occidentale e l'Islam (Rinnegati. Per una storia dell'identità occidentale, Roma-Bari, 1993).
In Loreto, Bologna, il Mulino, 1998 affronta il rapporto fra identità italiana e il più antico e importante santuario mariano della penisola. In Il Giubileo, Bologna, 1999 (tradotto in spagnolo per l'editore Acento) ha ricostruito storia e significati dell'istituzione giubilare. Sempre del 1999 è il libro Donne del '900, Firenze, Liberal Libri, scritto con Anna Bravo. Nel 2000 è uscito il manuale di storia in tre volumi I fili della memoria, Uomini e donne nella storia, scritto insieme ad Anna Bravo e Anna Foa per Laterza.
Ha curato, con Eugenia Roccella, il dizionario biografico delle Italiane dall'Unità d'Italia alla prima guerra mondiale, pubblicato in tre volumi nel 2004 dalla Presidenza del Consiglio dei ministri. È autrice con Margherita Pelaja di Due in una carne. Chiesa e sessualità nella storia, pubblicato nel 2008.
Il 22 gennaio 2004 sostiene su Avvenire che la codifica del DNA abbia messo in crisi il darwinismo, scatenando la reazione della comunità scientifica e in particolare di Telmo Pievani.
Ha curato Donne Chiesa Mondo, l'inserto mensile de L'Osservatore Romano, il quotidiano della Santa Sede dal 2012 al 2019.

## Controversie
Il 14 settembre 2017, dopo che a Roma una donna finlandese era rimasta vittima di stupro, Scaraffia pubblicò un articolo su Il Messaggero intitolato "Roma insicura, un manuale per le donne"; in esso, la storica scrisse che «a proposito della ragazza finlandese stuprata a Roma l'altra notte, viene però voglia di chiederle: nessuno ti ha mai insegnato a non accettare passaggi dagli sconosciuti, tanto più alle 4 del mattino?». Queste parole, così come altre opinioni esposte nel pezzo, vennero aspramente criticate da Nicoletta Bourbaki - gruppo di lavoro sul revisionismo storiografico in rete legato al collettivo Wu Ming - secondo cui dalla tesi di Scaraffia si evince che «dietro lo stupro non c’è la visione predatoria della donna, ridotta a soggetto subalterno, ma la perdita di consapevolezza da parte femminile dell’antica consuetudine, degli uomini che devono proteggere le donne, le quali, soprattutto se giovani, hanno bisogno di un contesto sociale che le circondi, di una corazza protettiva di occhi solidali che le seguano».

## Opere principali
- La Sardegna sabauda, UTET, Torino, 1987
- La santa degli impossibili. Vicende e significati della devozione a santa Rita, Rosenberg & Sellier, Torino 1990 ISBN 88-7011-387-6
- Il concilio in convento. L'esperienza di Chiara Grasselli, Morcelliana, Firenze 1996
- Loreto. Un lembo di Terra Santa in Italia, Il Mulino, Bologna 1999 ISBN 88-15-06606-3
- Il giubileo, Il Mulino, Bologna 1999 ISBN 978-88-15-07262-7
- Rinnegati. Per una storia dell'identità occidentale, Laterza, Roma-Bari 2002 (2ª ed.) ISBN 88-420-4255-2
- Francesca Cabrini. Tra la terra e il cielo, Paoline Editoriale Libri, Milano 2003 (3ª ed.) ISBN 88-315-2544-1
- Donne ottimiste, Femminismo e associazioni borghesi nell'Otto e Novecento Il Mulino, Bologna 2004, con A. Isastia (pp. 7–111; 277-288)
- Contro il cristianesimo. L'ONU e l'Unione Europea come nuova ideologia, con Eugenia Roccella, Piemme, Torino 2005
- Lo splendore del vero. L'incontro di Margherita Albana Mignaty con Edouard Schuré, in «Dimensioni e problemi della ricerca storica», 2005
- La Salette. Un santuario reinventato da intellettuali e occultisti, in «Mélanges de l'Ecole Françaises de Rome, Italie et Méditerranée», tome 117 (2005), 2, pp. 677–693
- Femminismo e utopia, in Donne fra Otto e Novecento: progetti culturali, emancipazione e partecipazione politica, a cura di P. Magnarelli, EUM, Macerata 2007, pp. 23–32
- La "quota rosa" dei santi, in «Società e storia», 2007, n. 115, pp. 129–138
- Due in una carne. Chiesa e sessualità nella storia, con M. Pelaja, Laterza, Roma-Bari 2008 ISBN 978-88-420-8739-7
- Cose della vita. Riflessioni sulla quotidianità, Edizioni Messaggero Padova, 2011, ISBN 978-88-250-2985-7
- I cattolici che hanno fatto l'Italia. Religiosi e cattolici piemontesi di fronte all'Unità d'Italia, Lindau, Torino 2011 ISBN 978-88-7180-912-0
- 101 donne che hanno fatto grande l'Italia. Dalle icone della storia alle protagoniste dei nostri tempi, Newton Compton, 2011 ISBN 978-88-541-2949-8
- Per una storia dell'eugenetica. Il pericolo delle buone intenzioni, Morcelliana, 2012 ISBN 978-88-372-2647-3
- Beati quelli che sono nel pianto, perché saranno consolati, Lindau (collana "I pellicani/Le beatitudini"), 2012 ISBN 978-88-6708-016-8
- Le inquietudini della fede, Marcianum Press, 2012 ISBN 978-8865121979
- I vizi capitali, Edizioni Messaggero Padova (collana "Problemi e proposte"), 2013 ISBN 978-88-250-3370-0
- La grande meretrice. Un decalogo di luoghi comuni sulla storia della Chiesa, a cura di Lucetta Scaraffia, Editrice Vaticana, 2013. ISBN 978-88-209-9075-6
- Le opere di misericordia spirituale, Edizioni Messaggero Padova, 2014 ISBN 978-88-250-3531-5
- I doni dello Spirito Santo, Edizioni Messaggero Padova (collana " Problemi e proposte"), 2015 ISBN 978-88-250-3898-9
- Le porte del cielo. I giubilei e la misericordia, Il Mulino (collana "Intersezioni"), 2015 ISBN 978-88-15-26022-2
- Andare per monasteri, Il Mulino (collana "Ritrovare l'Italia"), 2015 ISBN 978-88-15-25792-5
- Dall'ultimo banco. La chiesa, le donne, il sinodo, Marsilio Editori (collana "I nodi"), 2016 ISBN 978-88-317-2425-8
- Tra terra e cielo. Vita di Francesca Cabrini, Marsilio Editori (collana "Gli specchi"), 2017 ISBN 978-88-317-2816-4
- La donna cardinale, Marsilio Editori (collana "Farfalle"), 2020 ISBN 978-88-297-0665-5
- Anime nere. Due donne e due destini nella Roma nazista, Venezia, Marsilio, 2021 (con Anna Foa)
- Agnus Dei. Gli abusi sessuali del clero in Italia, Solferino, 2022 (con Anna Foa e Franca Giansoldati) ISBN 978-88-282-0964-5
- Dio non è così. Otto mistiche laiche del Novecento, Bompiani, (collana "Overlook"), 2025, ISBN 978-88-301-1949-9